# العلاقات الصومالية التشيلية
العلاقات الصومالية التشيلية هي العلاقات الثنائية التي تجمع بين الصومال وتشيلي.

## مقارنة بين البلدين
هذه مقارنة عامة ومرجعية للدولتين:
| وجه المقارنة                                              | الصومال                        | تشيلي                         |
| --------------------------------------------------------- | ------------------------------ | ----------------------------- |
| المساحة (كم2)                                             | 637.66 ألف                     | 756.10 ألف                    |
| عدد السكان (نسمة)                                         | 14.74 مليون                    | 17.37 مليون                   |
| الكثافة السكانية (ن./كم²)                                 | 23.12                          | 22.97                         |
| العاصمة                                                   | مقديشو                         | سانتياغو                      |
| اللغة الرسمية                                             | اللغة الصومالية، اللغة العربية | اللغة الإسبانية               |
| العملة                                                    | شلن صومالي                     | بيزو تشيلي، وحدة حساب تشيلية ‏ |
| الناتج المحلي الإجمالي (بليون دولار)                      | 7.37 مليار                     | 277.08 مليار                  |
| الناتج المحلي الإجمالي (تعادل القوة الشرائية) بليون دولار |                                | 419.39 مليار                  |
| الناتج المحلي الإجمالي الاسمي للفرد دولار أمريكي          | 549                            | 13.42 ألف                     |
| الناتج المحلي الإجمالي للفرد دولار أمريكي                 |                                | 22.07 ألف                     |
| مؤشر التنمية البشرية                                      |                                | 0.832                         |
| رمز المكالمات الدولي                                      | +252                           | +56                           |
| رمز الإنترنت                                              | .so                            | .cl                           |
| المنطقة الزمنية                                           | ت ع م+03:00                    | 00، 00، 00، 00                |

## منظمات دولية مشتركة
يشترك البلدان في عضوية مجموعة من المنظمات الدولية، منها:
| علم المنظمة | اسم المنظمة                               | تاريخ انضمام الصومال | تاريخ انضمام تشيلي |
| ----------- | ----------------------------------------- | -------------------- | ------------------ |
|             | مؤسسة التنمية الدولية                     | 31 أغسطس 1962        | 30 ديسمبر 1960     |
|             | يونسكو                                    | 15 نوفمبر 1960       | 7 يوليو 1953       |
|             | الأمم المتحدة                             | 20 سبتمبر 1960       | 24 أكتوبر 1945     |
|             | الفريق المعني برصد الأرض                  | ?                    | ?                  |
|             | الاتحاد البريدي العالمي                   | ?                    | ?                  |
|             | البنك الدولي للإنشاء والتعمير             | 31 أغسطس 1962        | 31 ديسمبر 1945     |
|             | الاتحاد الدولي للاتصالات                  | 28 سبتمبر 1962       | 1908               |
|             | منظمة حظر الأسلحة الكيميائية              | ?                    | ?                  |
|             | مؤسسة التمويل الدولية                     | 31 أغسطس 1962        | 15 أبريل 1957      |
|             | المركز الدولي لتسوية المنازعات الاستشارية | 30 مارس 1968         | 24 أكتوبر 1991     |
|             | منظمة الشرطة الجنائية الدولية             | ?                    | ?                  |

## وصلات خارجية
- موقع وزارة الخارجية الصومالية
- موقع وزارة الخارجية التشيلية